# Bruno Dey
Bruno Dey (Obersommerkau (huidige: Ząbrsko Górne, Danziger Höhe 28 augustus 1927) was kampwachter van 9 augustus 1944 tot 26 april 1945 in het concentratiekamp Stutthof bij Danzig.

## Levensloop
Als zeventienjarige trad de Wehrmachtsoldaat Bruno Dey toe tot de Eerste Compagnie Totenkopfsturmbann, waarbij hij in dienst kwam als bewaker van het concentratiekamp Stutthof. Na de oorlog vestigde hij zich als bakker, beroep dat hij ongestoord kon uitoefenen tot aan zijn pensionering.
In het jaar 2016 werden documenten gevonden met betrekking tot het concentratiekamp Stutthof, waar ook de naam Bruno Dey in voorkwam. Hij werd dan ook opgezocht, ondervraagd en in april 2019 beschuldigd en gedaagd voor de rechtbank van Hamburg. Procureur Lars Mahnke bracht een aanklacht van 79 pagina's naar voor, waarin hij hem beschuldigde een klein raderwerk te zijn geweest in de moordmachine van de concentratiekampen en een handlanger bij het vermoorden van talrijke gevangenen. Zonder de aanwezigheid van de bewapende bewakers zouden de misdaden niet mogelijk geweest zijn.
Dey werd voor de jeugdrechtbank van Hamburg gedaagd, omdat hij op het ogenblik van de feiten nog minderjarig was. Zijn kinderen en kleinkinderen die niet op de hoogte waren geweest van zijn verleden, woonden de zittingen bij.
Hij verdedigde zich met te zeggen dat hij een hartprobleem had dat hem ongeschikt maakte voor het oorlog voeren en hij daarom een bewakingsopdracht moest vervullen.
Op 23 juli 2020 werd hij voor medeplichtigheid aan de moord op 5232 gevangenen veroordeeld tot twee jaar voorwaardelijke gevangenisstraf. Gelet op zijn hoge leeftijd en als rolstoelpatiënt moest hij de opgelegde straf niet meer uitzitten.